# ستيف سير
ستيف سير هو متسابق بياثل كندي، ولد في 20 مايو 1967 في Werl ‏ في ألمانيا.

## وصلات خارجية
- ستيف سير على موقع IBU (الإنجليزية)
- ستيف سير على موقع أوليمبيديا (الإنجليزية)
- ستيف سير على موقع اللجنة الأولمبية الكندية (الإنجليزية)